# Jan Hendrik Maronier (1827-1920)
Jan Hendrik Maronier (Rotterdam, 16 juni 1827 – Renkum, 29 november 1920) was een Nederlandse predikant en auteur.

## Persoonlijk leven
Maronier werd in 1827 te Rotterdam geboren als zoon van de boekhouder Jan Hendrikszoon Maronier en van Susanna Maria van Lil.
Hij trouwde op 20 juli 1853 te Arnhem met Aletta Nijhoff, dochter van de boekhandelaar, uitgever en geschiedschrijver Isaac Anne Nijhoff en van Martina Cornelia Houtkamp. Hij overleed in november 1920 op 93-jarige leeftijd in Renkum. Zijn neef (oomzegger) Jan Hendrik (1883-1981) was conservator van het Koninklijk Instituut van Land- en Volkenkunde en beeldend kunstenaar.

## Werkzame leven
Hij studeerde theologie en werd achtereenvolgens remonstrants predikant in Zevenhuizen en Bleiswijk (1851), in Leiden (1853), in Utrecht (1869) en van 1881 tot 1893 in zijn geboorteplaats Rotterdam. Hij publiceerde veel werken op godsdienstig gebied. Zijn "Inrichting der christelijke gemeenten" werd in 1874 bekroond door het Teyler's Godgeleerd Genootschap. In 1892 schreef hij een inleiding bij "De Zwijndrechtsche Nieuwlichters (1816-1832) volgens de gedenkschriften van Maria Leer", de door de toen 91-jarige schrijfster Louise Sophie Blussé, onder het pseudoniem D.N. Anagrapheus, opgetekende memoires van een van de leiders van deze sekte. Zijn "Geschiedenis van het protestantisme" werd in 1897 bekroond door het Haagsche Genootschap tot verdediging van den Christelijke godsdienst. In 1905 schreef hij een omvangrijke biografie over de remonstrant Jacobus Arminius.